# Faget-Abbatial
Pour les articles homonymes, voir Faget (homonymie).
Faget-Abbatial (Faget Abadiau en gascon) est une commune française située dans le sud-est du département du Gers, en région Occitanie. Sur le plan historique et culturel, la commune est dans le pays d'Astarac, un territoire du sud gersois très vallonné, au sol argileux, qui longe le plateau de Lannemezan.
Exposée à un climat océanique altéré, elle est drainée par l'Arrats, la Lauze et par divers autres petits cours d'eau. La commune possède un patrimoine naturel remarquable : un site Natura 2000 (la « vallée et coteaux de la Lauze ») et cinq zones naturelles d'intérêt écologique, faunistique et floristique.
Faget-Abbatial est une commune rurale qui compte 215 habitants en 2022, après avoir connu un pic de population de 585 habitants en 1856.  Elle fait partie de l'aire d'attraction d'Auch. Ses habitants sont appelés les Fagétois ou  Fagétoises.
Le patrimoine architectural de la commune comprend deux  immeubles protégés au titre des monuments historiques : l'église Saint-Sauveur, inscrite en 1947, et le logis abbatial, classé en 1973.

## Géographie

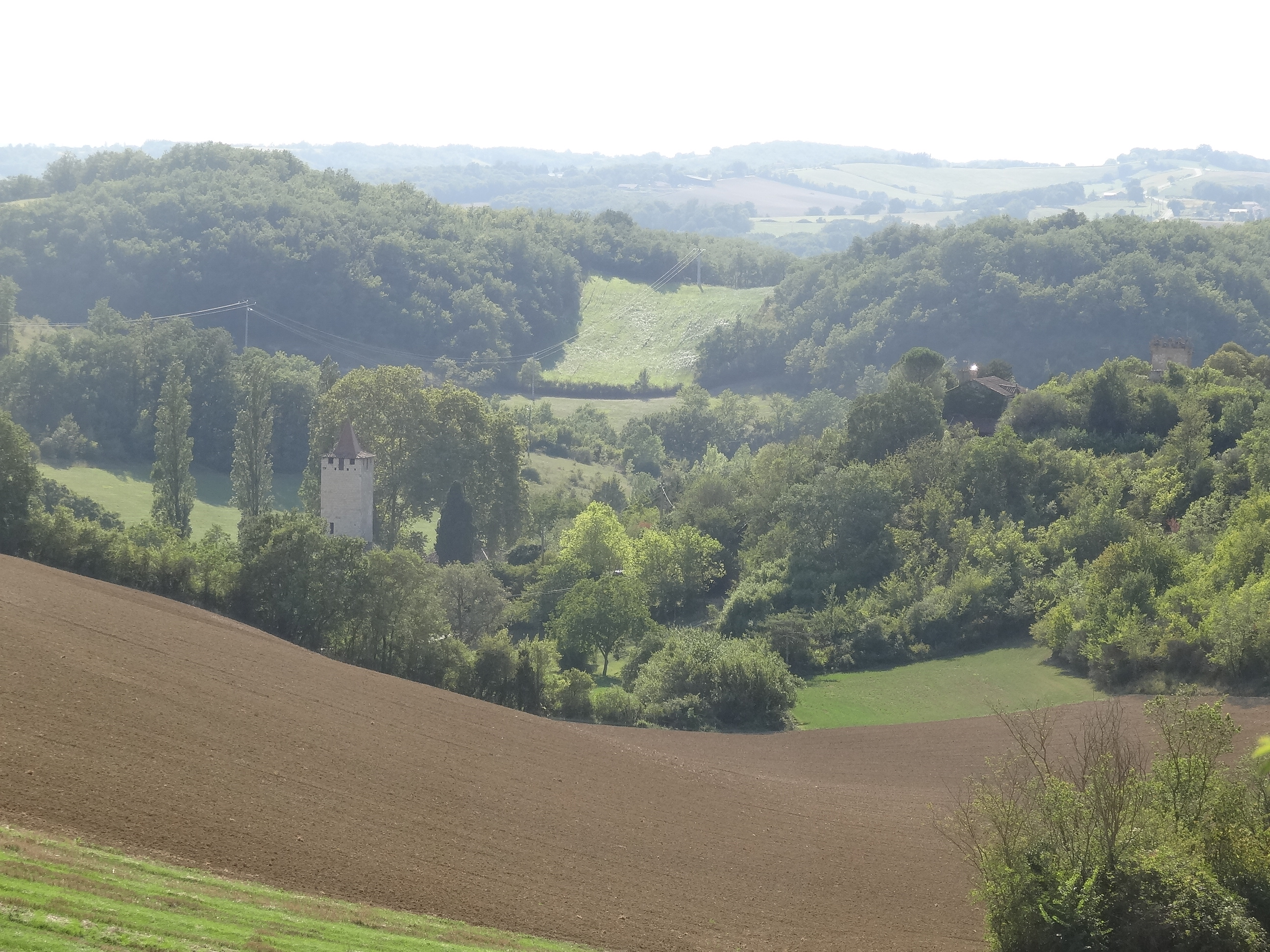
Vue générale de la commune depuis la Titarde.

### Localisation
La commune de Faget-Abbatial se situe dans le sud-ouest du canton de Saramon et dans l'arrondissement d'Auch, entre les vallées de l'Arrats et de la Lauze. Elle est à une distance de 8 km de Saramon.

### Communes limitrophes
Les communes limitrophes sont  Lamaguère, Lartigue, Monferran-Plavès, Simorre, Sémézies-Cachan et Traversères.
| Traversères      | Lartigue       |                 |
| Monferran-Plavès | Faget-Abbatial | Sémézies-Cachan |
|                  | Lamaguère      | Simorre         |

### Géologie et relief
Le paysage de la commune est accidenté, avec un point culminant à 300 mètres et de nombreux affleurements calcaires sur les hauteurs.
Faget-Abbatial se situe en zone de sismicité 2 (sismicité faible).

### Hydrographie

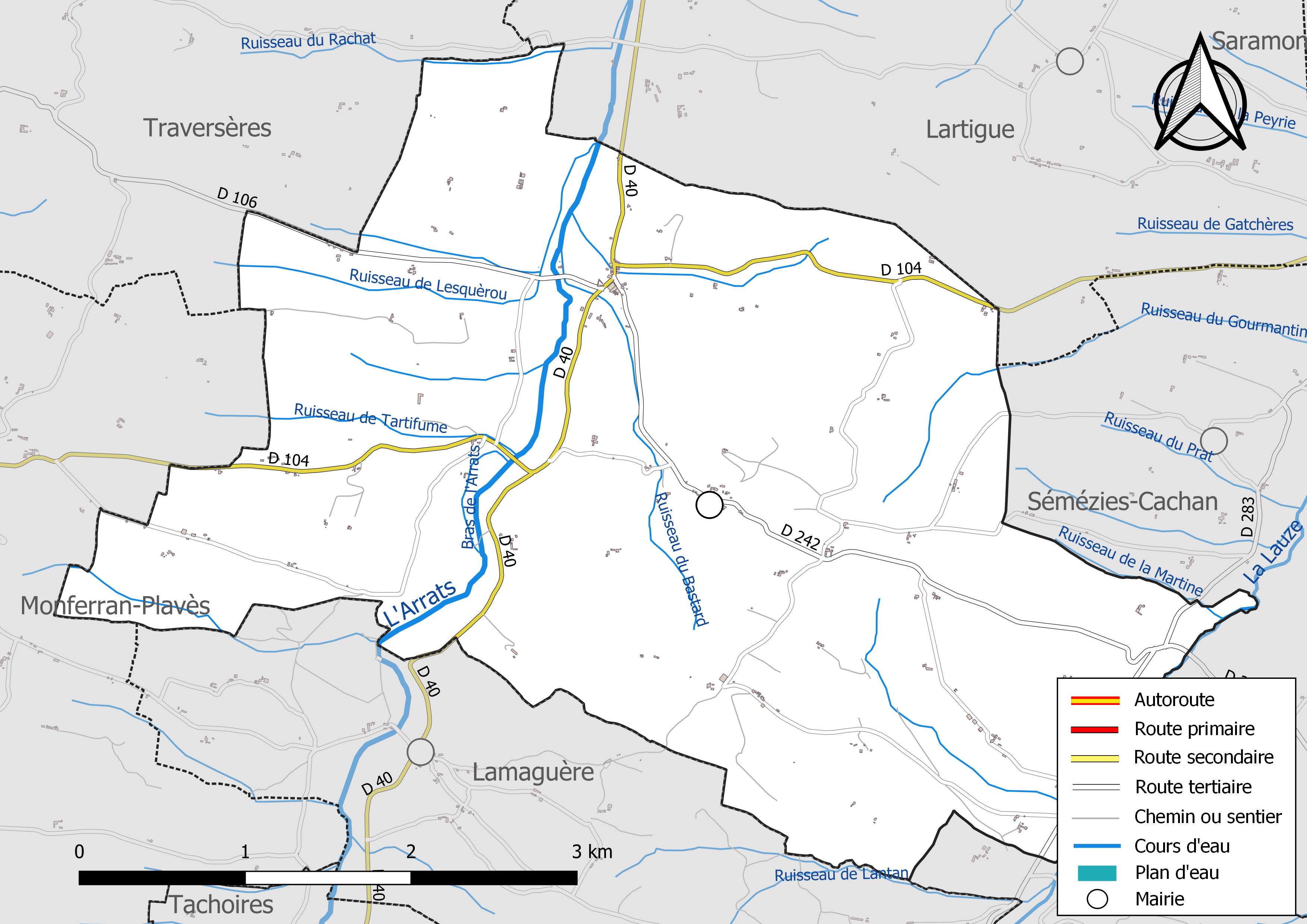
Réseaux hydrographique et routier de Faget-Abbatial.

La commune est dans le bassin de la Garonne, au sein du bassin hydrographique Adour-Garonne. Elle est drainée par l'Arrats, la Lauze, un bras de l'Arrats, le ruisseau de la Martine, le ruisseau de Lantan, le ruisseau de Lesquèrou, le ruisseau de Sarraute, le ruisseau de Tartifume, le ruisseau du Bastard, le ruisseau du Gourmantin, le ruisseau du Rachat et par divers petits cours d'eau, qui constituent un réseau hydrographique de 21 km de longueur totale,.
L'Arrats, d'une longueur totale de 162,1 km, prend sa source dans la commune de Lannemezan et s'écoule vers le nord. Il traverse la commune et se jette dans la Garonne à Saint-Loup, après avoir traversé 66 communes.
La Lauze, d'une longueur totale de 22,9 km, prend sa source dans la commune d'Aussos et s'écoule du sud-est vers le nord-ouest. Elle traverse la commune et se jette dans la Gimone à Saramon, après avoir traversé 11 communes.

### Climat
Pour des articles plus généraux, voir Climat de l'Occitanie et Climat du Gers.
En 2010, le climat de la commune est de type climat océanique altéré, selon une étude s'appuyant sur une série de données couvrant la période 1971-2000. En 2020, Météo-France publie une typologie des climats de la France métropolitaine dans laquelle la commune est toujours exposée à un climat océanique altéré et est dans la région climatique Aquitaine, Gascogne, caractérisée par une pluviométrie abondante au printemps, modérée en automne, un faible ensoleillement au printemps, un été chaud (19,5 °C), des vents faibles, des brouillards fréquents en automne et en hiver et des orages fréquents en été (15 à 20 jours).
Pour la période 1971-2000, la température annuelle moyenne est de 12,5 °C, avec une amplitude thermique annuelle de 14,9 °C. Le cumul annuel moyen de précipitations est de 788 mm, avec 10,4 jours de précipitations en janvier et 6,4 jours en juillet. Pour la période 1991-2020, la température moyenne annuelle observée sur la station météorologique la plus proche, située sur la commune de Lahas à 17 km à vol d'oiseau, est de 13,9 °C et le cumul annuel moyen de précipitations est de 633,5 mm,. Pour l'avenir, les paramètres climatiques de la commune estimés pour 2050 selon différents scénarios d'émission de gaz à effet de serre sont consultables sur un site dédié publié par Météo-France en novembre 2022.

### Milieux naturels et biodiversité

#### Réseau Natura 2000

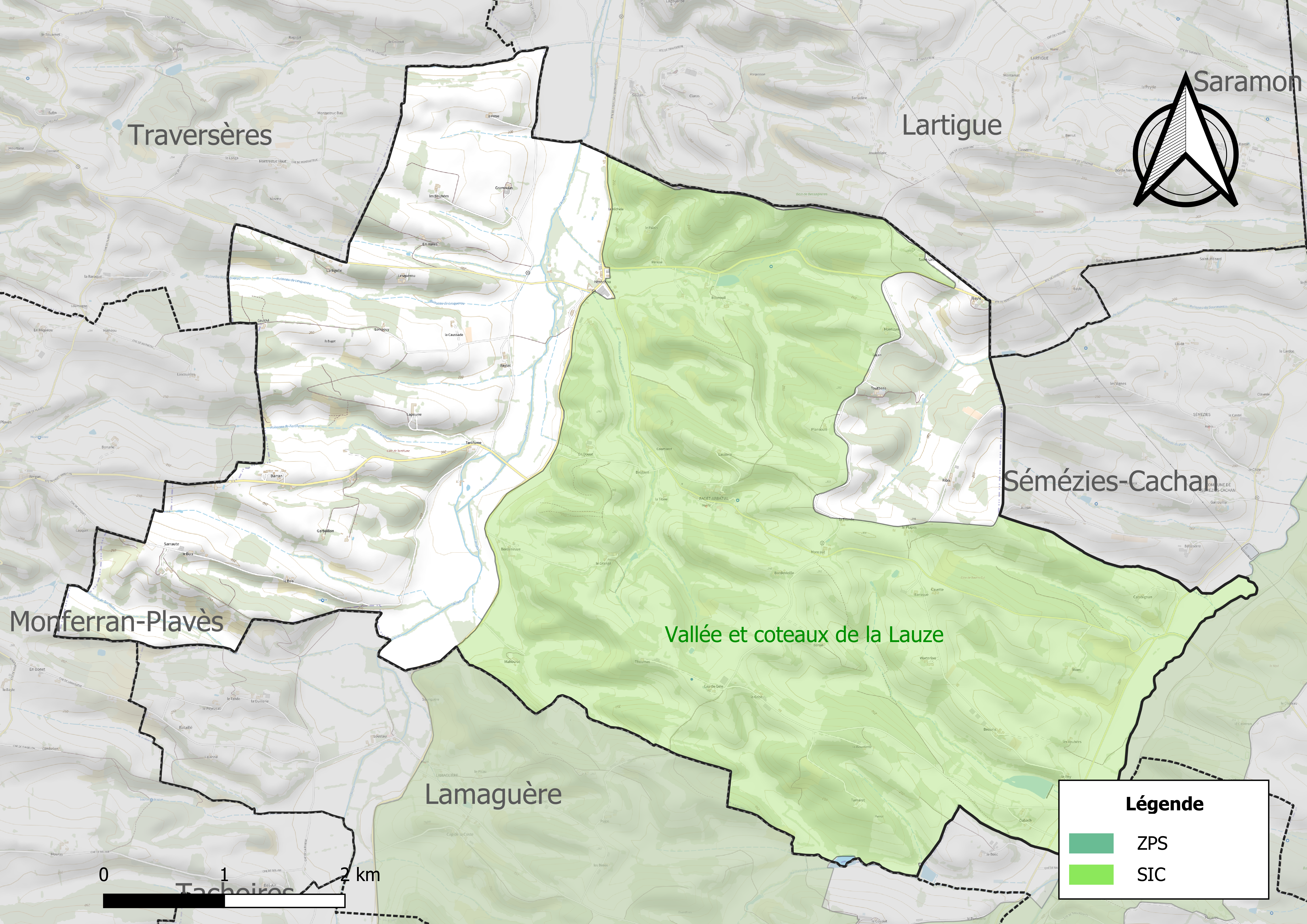
Site Natura 2000 sur le territoire communal.

Le réseau Natura 2000 est un réseau écologique européen de sites naturels d'intérêt écologique élaboré à partir des directives habitats et oiseaux, constitué de zones spéciales de conservation (ZSC) et de zones de protection spéciale (ZPS).
Un site Natura 2000 a été défini sur la commune au titre de la directive habitats : la « vallée et coteaux de la Lauze », d'une superficie de 5 399 ha, des coteaux occupés par un maillage bocager plus faiblement représenté dans le fond des vallées alluviales, avec des milieux à orchidées remarquables.

#### Zones naturelles d'intérêt écologique, faunistique et floristique
L’inventaire des zones naturelles d'intérêt écologique, faunistique et floristique (ZNIEFF) a pour objectif de réaliser une couverture des zones les plus intéressantes sur le plan écologique, essentiellement dans la perspective d’améliorer la connaissance du patrimoine naturel national et de fournir aux différents décideurs un outil d’aide à la prise en compte de l’environnement dans l’aménagement du territoire.
Trois ZNIEFF de type 1 sont recensées sur la commune :
- les « coteaux de la Lauze » (588 ha), couvrant 5 communes du département[18] ;
- les « coteaux de l'Arrats » (1 054 ha), couvrant 5 communes du département[19] ;
- l'« unité bocagère entre la Lauze et l'Arrats » (803 ha), couvrant 5 communes du département[20] ;

et deux ZNIEFF de type 2, : 
- les « coteaux de la Lauze et de l'Arrats » (5 264 ha), couvrant 18 communes du département[21] ;
- les « coteaux du Gers d'Aries-Espénan à Auch » (13 191 ha), couvrant 31 communes dont 28 dans le Gers et trois dans les Hautes-Pyrénées[22].

Carte des ZNIEFF de type 1 et 2 à Faget-Abbatial.
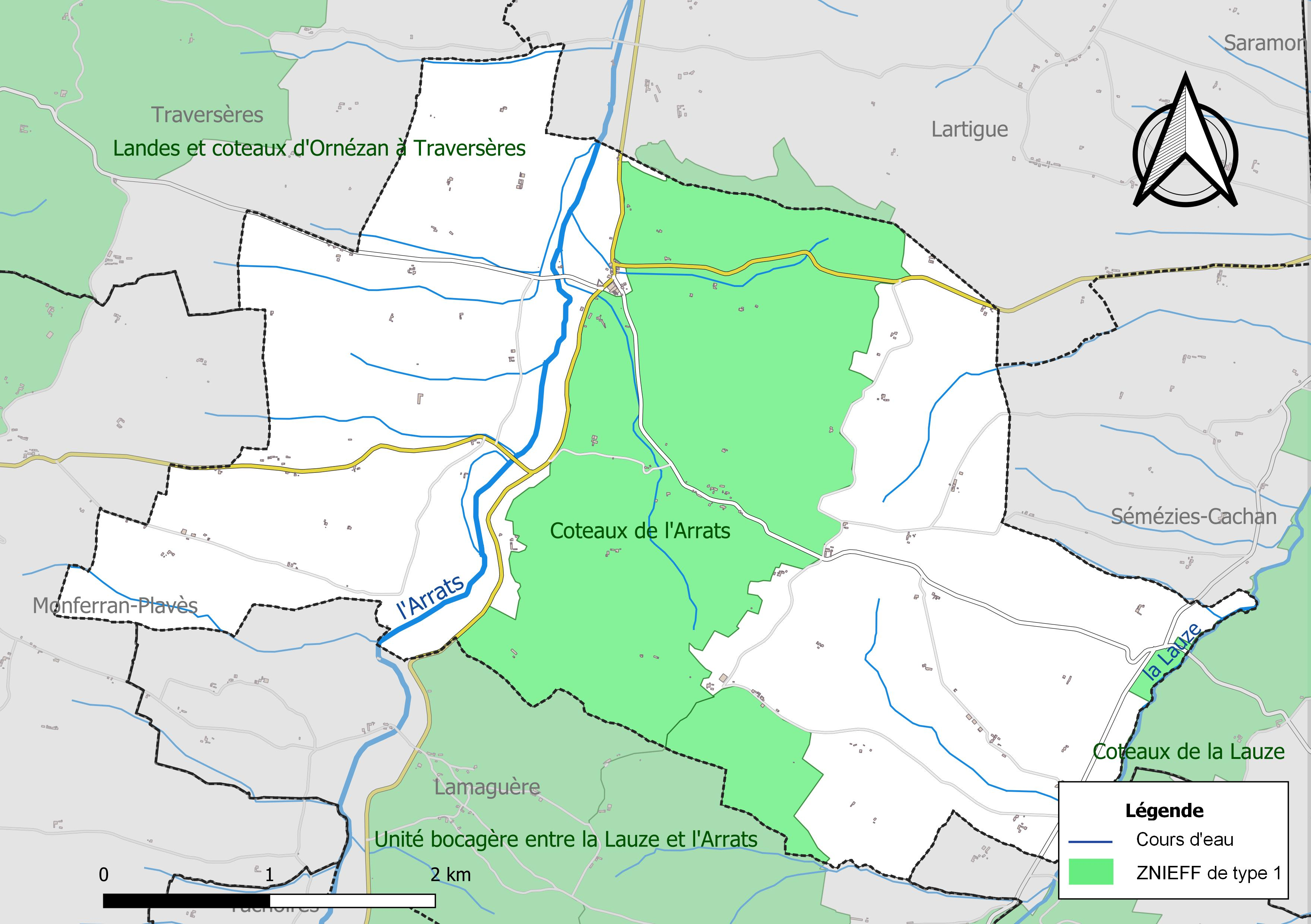
Carte des ZNIEFF de type 1 sur la commune.
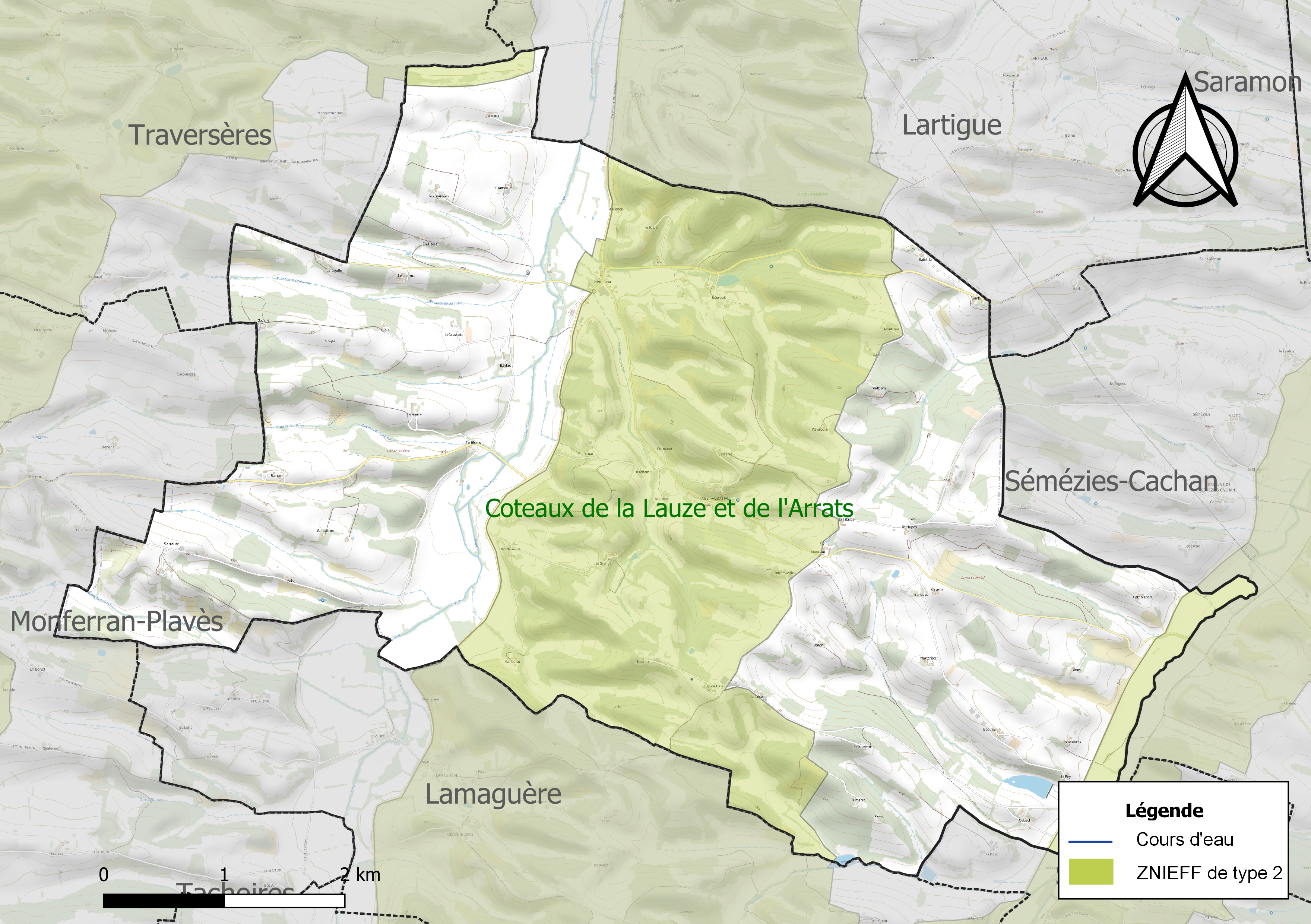
Carte des ZNIEFF de type 2 sur la commune.

## Urbanisme

### Typologie
Au 1er janvier 2024, Faget-Abbatial est catégorisée commune rurale à habitat très dispersé, selon la nouvelle grille communale de densité à sept niveaux définie par l'Insee en 2022.
Elle est située hors unité urbaine. Par ailleurs la commune fait partie de l'aire d'attraction d'Auch, dont elle est une commune de la couronne,. Cette aire, qui regroupe 112 communes, est catégorisée dans les aires de 50 000 à moins de 200 000 habitants,.

### Occupation des sols
L'occupation des sols de la commune, telle qu'elle ressort de la base de données européenne d’occupation biophysique des sols Corine Land Cover (CLC), est marquée par l'importance des territoires agricoles (81,5 % en 2018), en augmentation par rapport à 1990 (64,2 %). La répartition détaillée en 2018 est la suivante : 
zones agricoles hétérogènes (58,8 %), terres arables (16,1 %), forêts (13,7 %), prairies (6,6 %), milieux à végétation arbustive et/ou herbacée (4,8 %). L'évolution de l’occupation des sols de la commune et de ses infrastructures peut être observée sur les différentes représentations cartographiques du territoire : la carte de Cassini (XVIIIe siècle), la carte d'état-major (1820-1866) et les cartes ou photos aériennes de l'IGN pour la période actuelle (1950 à aujourd'hui).

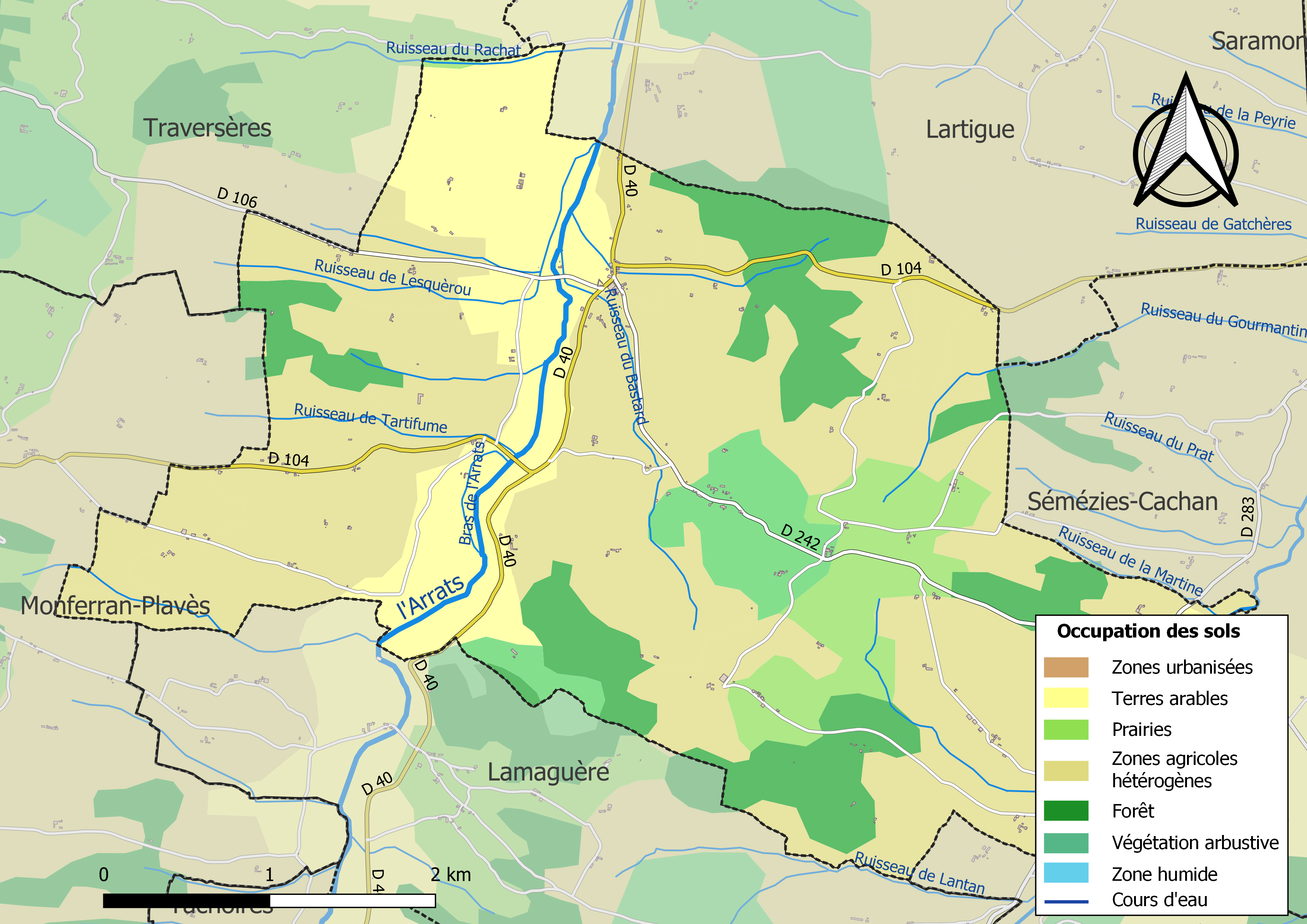
Carte des infrastructures et de l'occupation des sols de la commune en 2018 (CLC).

### Voies de communication et transports

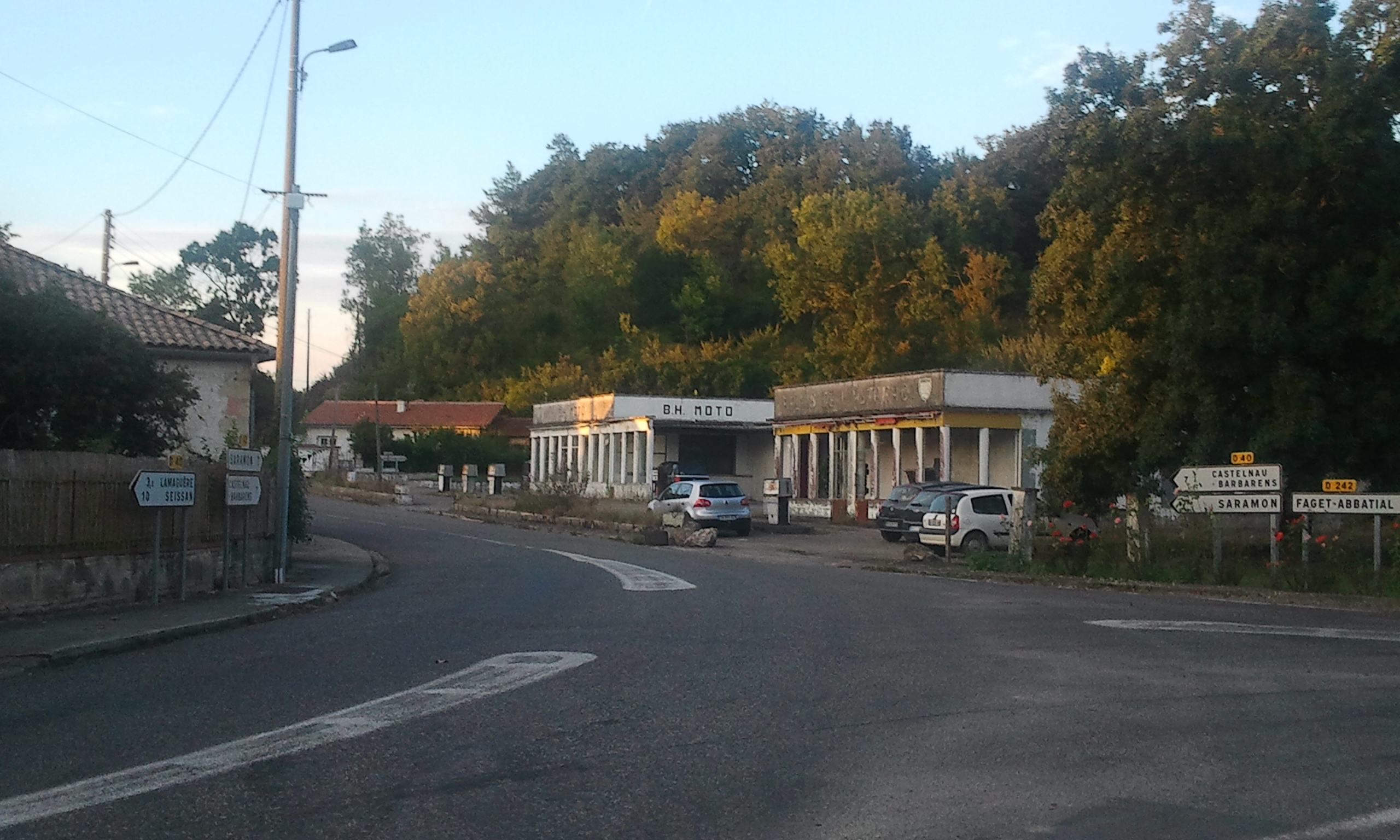
Le carrefour d'Héréchou.

- La D 40 traverse la commune du sud, en provenance de Lamaguère, vers le nord en direction de Lartigue.

### Risques majeurs
Le territoire de la commune de Faget-Abbatial est vulnérable à différents aléas naturels : météorologiques (tempête, orage, neige, grand froid, canicule ou sécheresse) et séisme (sismicité faible). Un site publié par le BRGM permet d'évaluer simplement et rapidement les risques d'un bien localisé soit par son adresse soit par le numéro de sa parcelle.

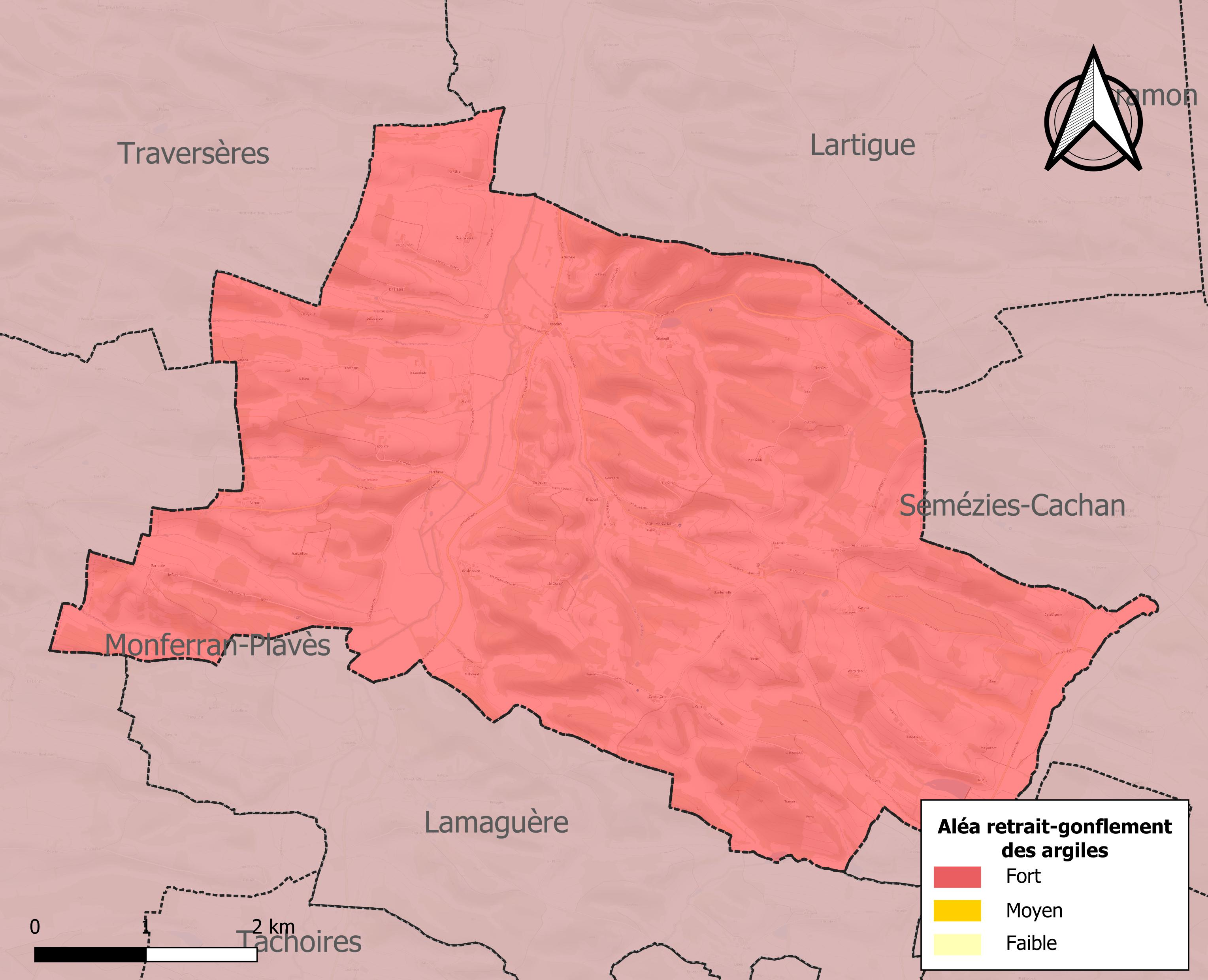
Carte des zones d'aléa retrait-gonflement des sols argileux de Faget-Abbatial.

Le retrait-gonflement des sols argileux est susceptible d'engendrer des dommages importants aux bâtiments en cas d’alternance de périodes de sécheresse et de pluie. La totalité de la commune est en aléa moyen ou fort (94,5 % au niveau départemental et 48,5 % au niveau national). Sur les 125 bâtiments dénombrés sur la commune en 2019, 125 sont en aléa moyen ou fort, soit 100 %, à comparer aux 93 % au niveau départemental et 54 % au niveau national. Une cartographie de l'exposition du territoire national au retrait gonflement des sols argileux est disponible sur le site du BRGM,.
Par ailleurs, afin de mieux appréhender le risque d’affaissement de terrain, l'inventaire national des cavités souterraines permet de localiser celles situées sur la commune.
La commune a été reconnue en état de catastrophe naturelle au titre des dommages causés par les inondations et coulées de boue survenues en 1999, 2009 et 2013. Concernant les mouvements de terrains, la commune a été reconnue en état de catastrophe naturelle au titre des dommages causés par la sécheresse en 1989, 2002 et 2011 et par des mouvements de terrain en 1999.

## Toponymie
Le latin fagus pour « hêtre » a donné le gascon hag et le languedocien fag, que l'on retrouve dans faget, indiquant la présence de ces arbres dans la région. Abbatial rappelle la présence de l'ancienne abbaye.

## Histoire

### Héraldique
| Blason | Blasonnement : D'azur au chevron d'or accompagné en pointe d'un mont à six coupeaux d'argent chargé d'une épée haute accostée de deux dagues versées, le tout de sable ; au chef d'or chargé d'un croissant accosté de deux étoiles, le tout de gueules. |

## Politique et administration

### Liste des maires

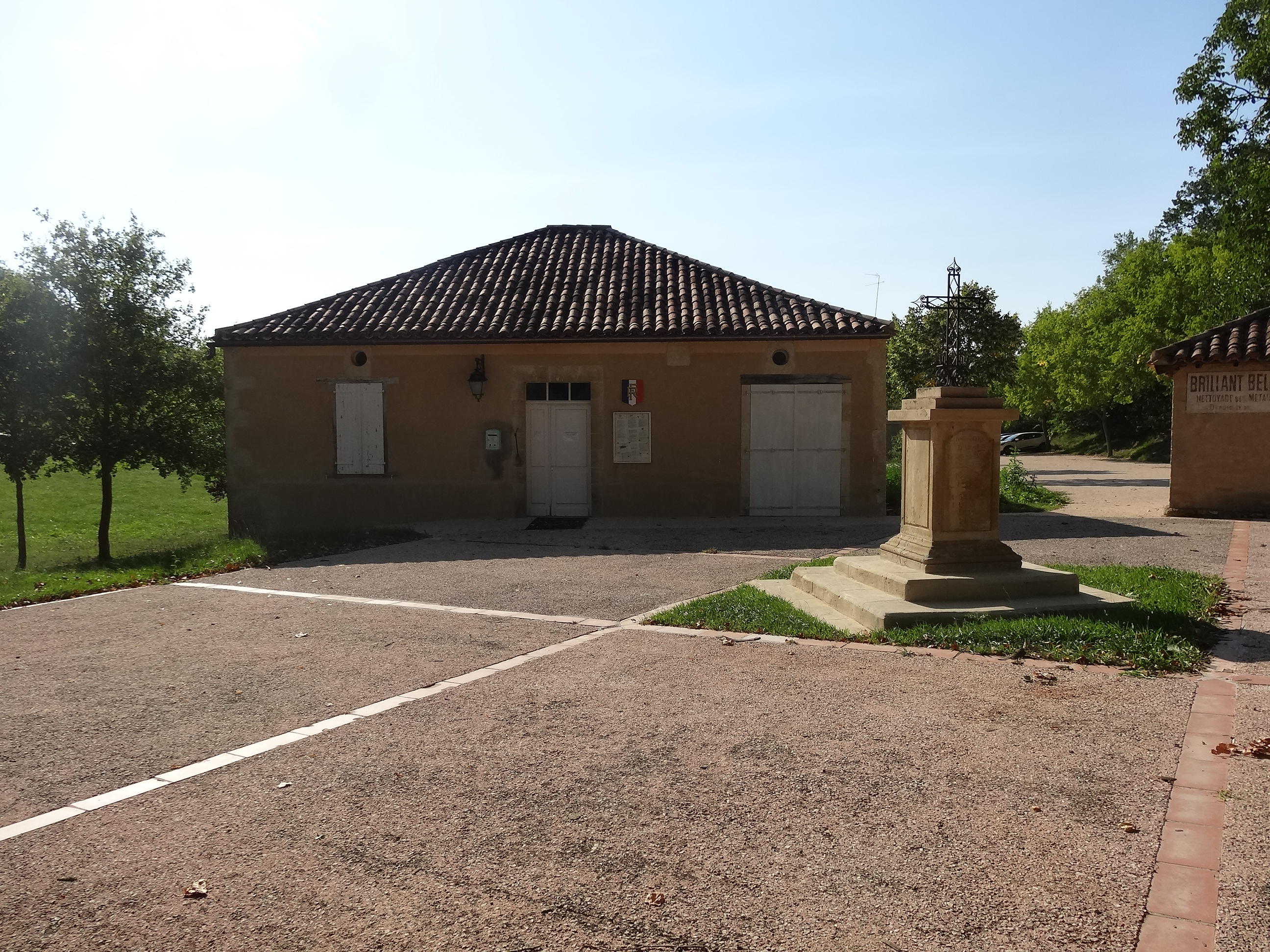
La mairie.

| Période | Période  | Identité       | Étiquette | Qualité              |
| ------- | -------- | -------------- | --------- | -------------------- |
| 1937    | 1959     | Armand Caufepé |           |                      |
| 1959    | 1995     | Albert Ferrand | PS        |                      |
| 1995    | 2014     | Henri Chavarot | EELV      | Exploitant agricole  |
| 2014    | En cours | Daniel Dumont  | DVG       | Agriculteur retraité |

## Population et société

### Démographie
L'évolution du nombre d'habitants est connue à travers les recensements de la population effectués dans la commune depuis 1793. Pour les communes de moins de 10 000 habitants, une enquête de recensement portant sur toute la population est réalisée tous les cinq ans, les populations de référence des années intermédiaires étant quant à elles estimées par interpolation ou extrapolation. Pour la commune, le premier recensement exhaustif entrant dans le cadre du nouveau dispositif a été réalisé en 2004.

En 2022, la commune comptait 215 habitants, en évolution de −1,38 % par rapport à 2016 (Gers : +1,04 %, France hors Mayotte : +2,11 %).
| 1793 | 1800 | 1806 | 1821 | 1831 | 1841 | 1846 | 1851 | 1856 |
| ---- | ---- | ---- | ---- | ---- | ---- | ---- | ---- | ---- |
| 344  | 354  | 342  | 354  | 546  | 547  | 575  | 567  | 585  |

| 1861 | 1866 | 1872 | 1876 | 1881 | 1886 | 1891 | 1896 | 1901 |
| ---- | ---- | ---- | ---- | ---- | ---- | ---- | ---- | ---- |
| 563  | 541  | 504  | 526  | 515  | 518  | 536  | 516  | 512  |

| 1906 | 1911 | 1921 | 1926 | 1931 | 1936 | 1946 | 1954 | 1962 |
| ---- | ---- | ---- | ---- | ---- | ---- | ---- | ---- | ---- |
| 503  | 510  | 504  | 503  | 501  | 504  | 320  | 266  | 278  |

| 1968 | 1975 | 1982 | 1990 | 1999 | 2004 | 2006 | 2009 | 2014 |
| ---- | ---- | ---- | ---- | ---- | ---- | ---- | ---- | ---- |
| 226  | 201  | 217  | 201  | 211  | 224  | 228  | 229  | 223  |

| 2019 | 2022 | - | - | - | - | - | - | - |
| ---- | ---- | - | - | - | - | - | - | - |
| 217  | 215  | - | - | - | - | - | - | - |

## Économie

### Revenus
En 2018  (données Insee publiées en septembre 2021), la commune compte 90 ménages fiscaux, regroupant 201 personnes. La médiane du revenu disponible par unité de consommation est de 18 800 € (20 820 € dans le département).

### Emploi
|                | 2008  | 2013  | 2018   |
| -------------- | ----- | ----- | ------ |
| Commune        | 6,2 % | 9,2 % | 12,9 % |
| Département    | 6,1 % | 7,5 % | 8,2 %  |
| France entière | 8,3 % | 10 %  | 10 %   |

En 2018, la population âgée de 15 à 64 ans s'élève à 124 personnes, parmi lesquelles on compte 73,4 % d'actifs (60,5 % ayant un emploi et 12,9 % de chômeurs) et 26,6 % d'inactifs,. En  2018, le taux de chômage communal (au sens du recensement) des 15-64 ans est supérieur à celui de la France et du département, alors qu'il était inférieur à celui de la France en 2008.
La commune fait partie de la couronne de l'aire d'attraction d'Auch, du fait qu'au moins 15 % des actifs travaillent dans le pôle,. Elle compte 24 emplois en 2018, contre 38 en 2013 et 40 en 2008. Le nombre d'actifs ayant un emploi résidant dans la commune est de 80, soit un indicateur de concentration d'emploi de 29,5 % et un taux d'activité parmi les 15 ans ou plus de 52,2 %.
Sur ces 80 actifs de 15 ans ou plus ayant un emploi, 17 travaillent dans la commune, soit 21 % des habitants. Pour se rendre au travail, 88,8 % des habitants utilisent un véhicule personnel ou de fonction à quatre roues, 2,5 % les transports en commun, 2,5 % s'y rendent en deux-roues, à vélo ou à pied et 6,3 % n'ont pas besoin de transport (travail au domicile).

### Activités hors agriculture
12 établissements sont implantés  à Faget-Abbatial au 31 décembre 2019.
Le secteur de la construction est prépondérant sur la commune puisqu'il représente 33,3 % du nombre total d'établissements de la commune (4 sur les 12 entreprises implantées  à Faget-Abbatial), contre 14,6 % au niveau départemental.

### Agriculture
La commune est dans les « Coteaux du Gers », une petite région agricole occupant l'est du département du Gers. En 2020, l'orientation technico-économique de l'agriculture  sur la commune est la polyculture et/ou le polyélevage.
|               | 1988  | 2000 | 2010 | 2020 |
| ------------- | ----- | ---- | ---- | ---- |
| Exploitations | 38    | 24   | 25   | 16   |
| SAU (ha)      | 1 053 | 944  | 896  | 644  |

Le nombre d'exploitations agricoles en activité et ayant leur siège dans la commune est passé de 38 lors du recensement agricole de 1988  à 24 en 2000 puis à 25 en 2010 et enfin à 16 en 2020, soit une baisse de 58 % en 32 ans. Le même mouvement est observé à l'échelle du département qui a perdu pendant cette période 51 % de ses exploitations,. La surface agricole utilisée sur la commune a également diminué, passant de 1 053 ha en 1988 à 644 ha en 2020. Parallèlement la surface agricole utilisée moyenne par exploitation a augmenté, passant de 28 à 40 ha.

## Culture locale et patrimoine

### Lieux et monuments
- Église Saint-Sauveur de Faget-Abbatial. L'église abbatiale Saint-Sauveur est un édifice pré-roman du IXe siècle[réf. nécessaire] ou du XIIe – XIIIe siècle[39], qui fut remanié au XVIIIe siècle. Elle est le vestige particulièrement ancien d'une abbaye comprenant un logis abbatial[40]. L'église est inscrite à l'inventaire des  monuments historiques depuis 1947[39]. Plusieurs objets (retable, autel, stalles) sont référencer dans la base Palissy (voir les notices liées)[39].
- Palais des abbés de Faget. Le nouveau logis abbatial est construit entre 1698 et 1738 pour les abbés de la famille de Mont, sur le promontoire au-dessus de l'abbaye : « Une vaste avant-cour précède le jardin en terrasse de l’abbé, et son très petit palais, qui se présente de profil, au loin, au-dessus de la vallée. Cette cour commence à un premier grand mur, percé d'une arche d'accès, et se termine un à deuxième, percé d’une autre. C'est toute une initiation baroque, cheminement triomphal vers l’amabilité. Murs et porches, en effet, sont couronnés de vagues, d'entablements à ressauts, d’acrotères, de pots à feu, de pignons, d’on ne sait plus quoi quand on ne l'a pas sous les yeux, mais qui laisse l'impression d'une fête au Portugal, voire au Mexique. »[41] Classé Monument historique par arrêté du 11 juillet 1973[42]. Propriété privée.
- Enceinte de Faget. Rempart de pierre partiellement conservé côté sud : porte ogivale qui s'appuie sur le mur de soutènement du jardin abbatial.
- Maison noble de Moncaut. La carte de Cassini figure une gentilhommière nommée Lasparets. La cour aujourd'hui ouverte au sud, était fermée sur les quatre côtés d'après le plan cadastral de 1825[43]. Propriété privée, ne se visite pas.

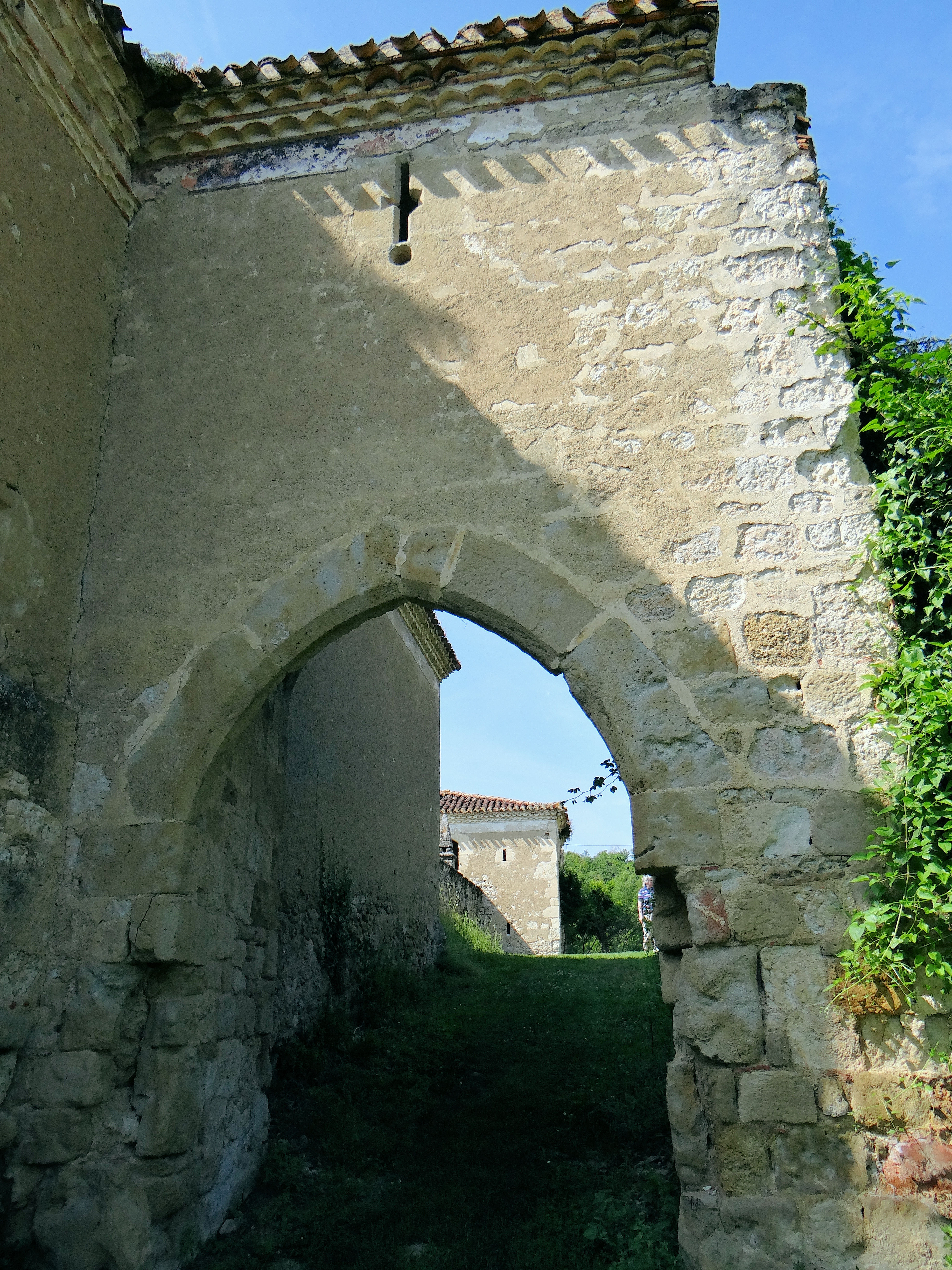
Porte de l'enceinte du village à côté du logis abbatial.
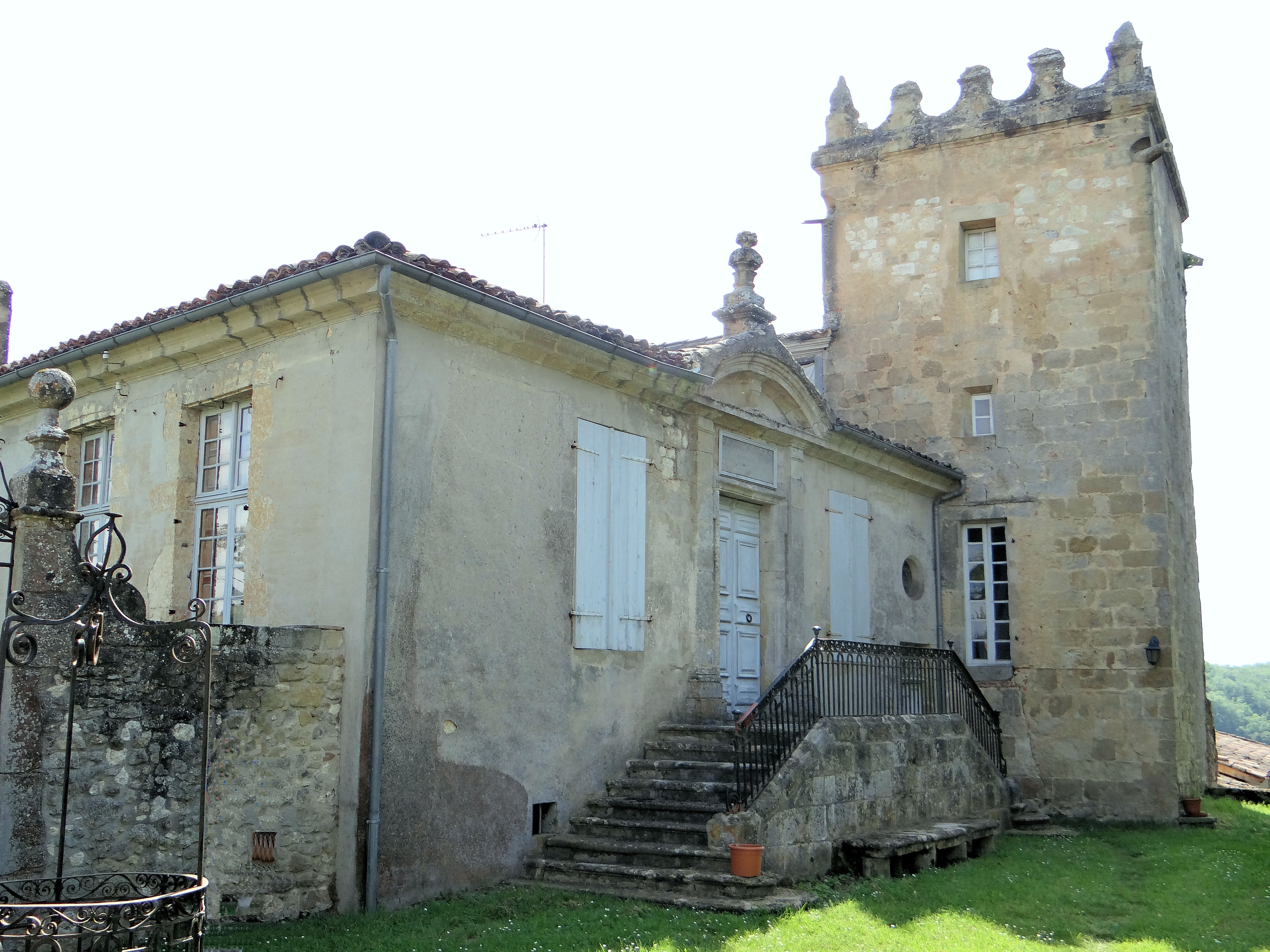
Logis abbatial et tour probablement du XVe siècle.
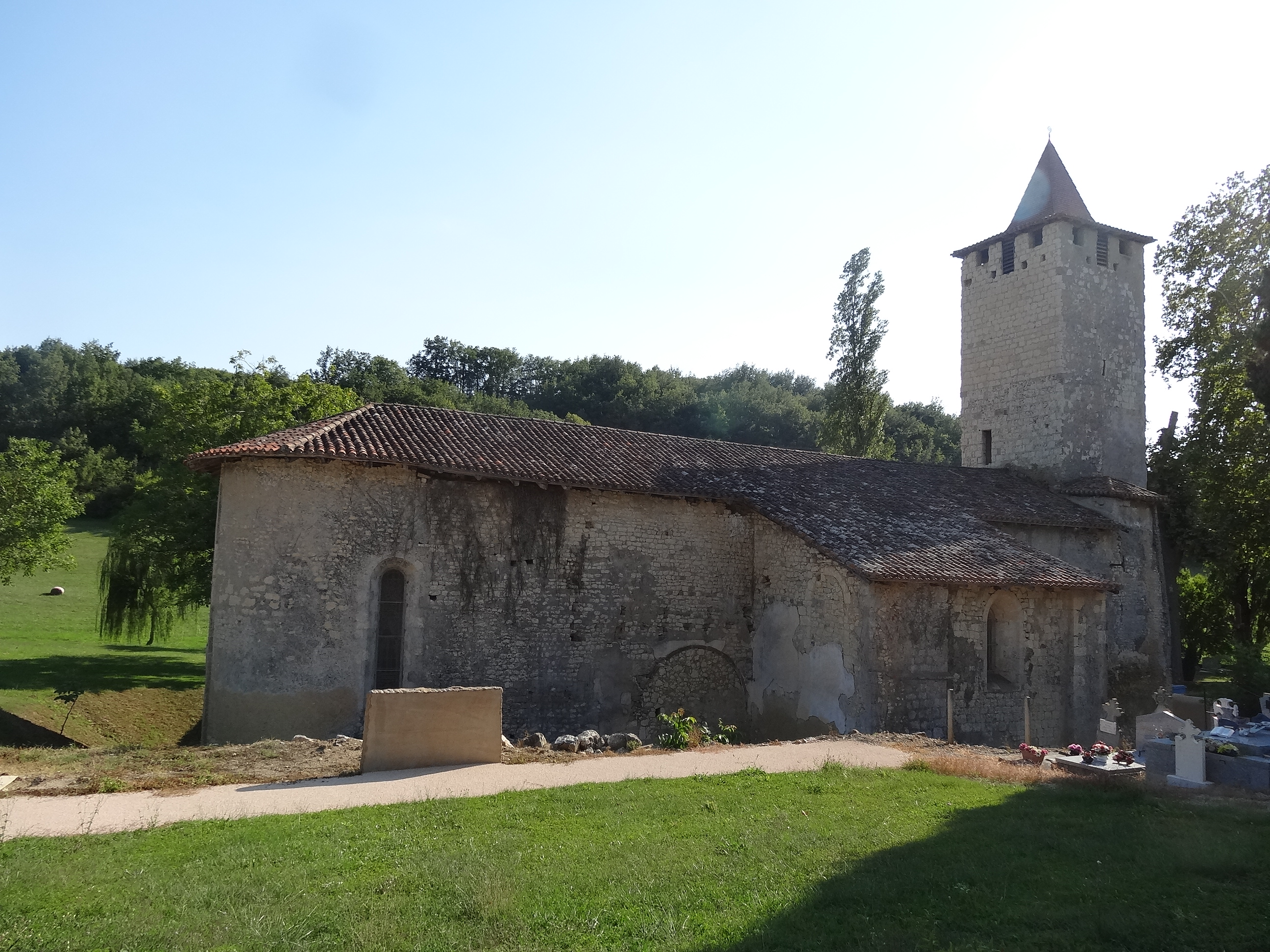
Église Saint-Sauveur.
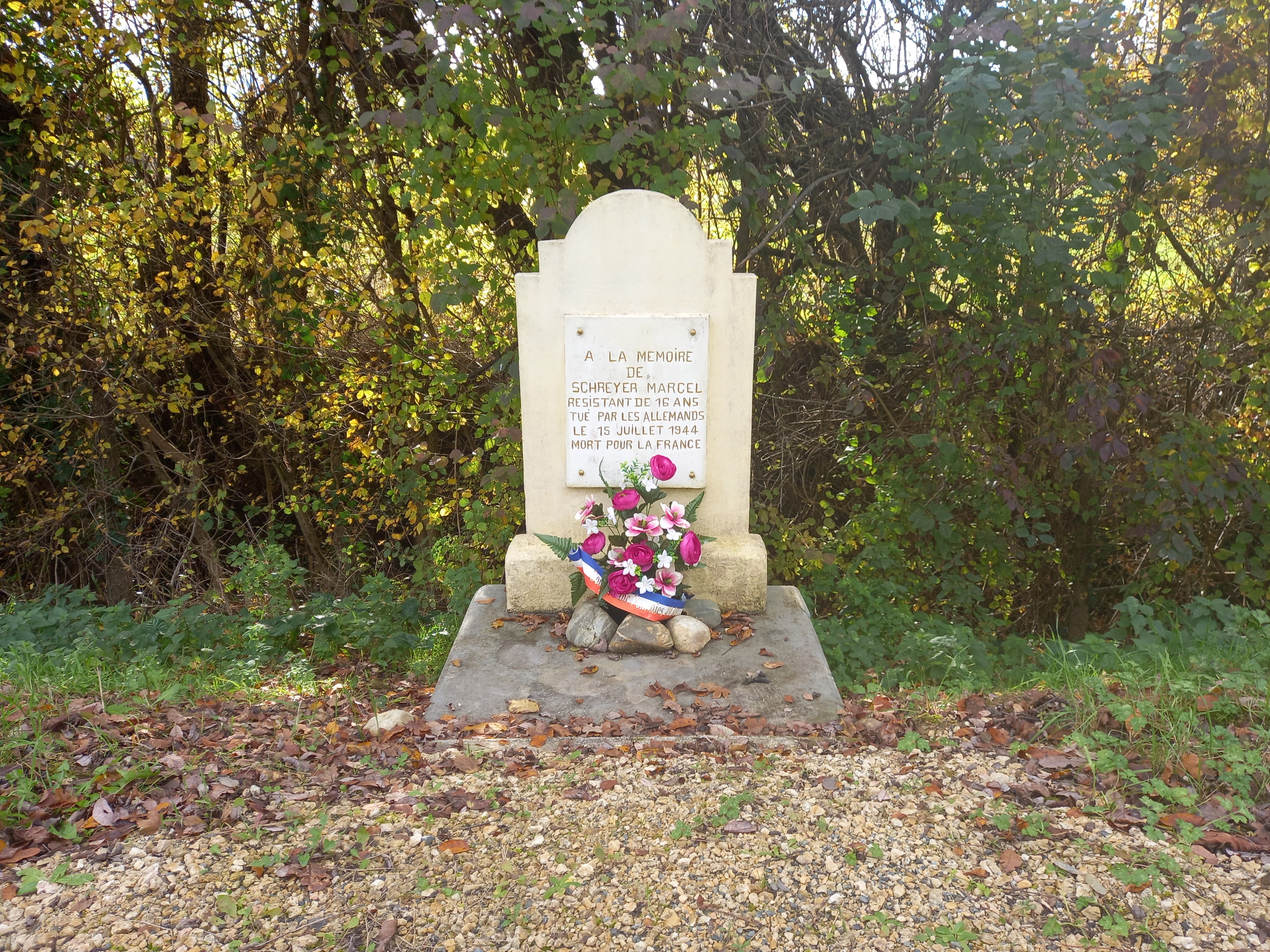
Stèle en bordure de la D104.

### Personnalités liées à la commune
- Henri Boville (1896-1978) : syndicaliste né à Faget-Abbatial.